# Pseudopaludicola restinga
Pseudopaludicola restinga é uma espécie de anfíbio da família Leptodactylidae, que é encontrada na região litorânea do Espírito Santo, no Brasil.
Pode ser diferenciada das outras espécies do gênero Pseudopaludicola por uma série de fatores, como seu tamanho, o formato do seu corpo, seu padrão de vocalização e o número de cromossomos. Os machos possuem comprimento médio entre 11 e 14 milímetros e as fêmeas entre 14 e 16 milímetros. Os machos vocalizam durante a noite, logo após longas chuvas, com os chamados sendo compostos por dois pulsos.
Foi descrita no dia 16 de maio de 2018, por um grupo de cinco pesquisadores, na revista científica PeerJ. Apesar dela ser descrita apenas agora, já existiam relatos da espécie desde 2011, onde era tratada como espécie affinis da Pseudopaludicola falcipes. Seu epíteto específico deriva da palavra portuguesa restinga, que designa o bioma onde ela é encontrada. Pode ser ameaçada pela criação de portos e pela exploração de petróleo e gás natural na região.

## Taxonomia
A espécie foi descrita na revista científica PeerJ no dia 16 de maio de 2018, pelos pesquisadores Dario Cardozo, Diego Baldo, Nadya Pupin, João Luiz Gasparin e Célio Haddad. É tratada como pertencente ao gênero Pseudopaludicola devido a sua posição filogenética e a presença de tubérculos no antebraço, a ausência de apófises na região anterolateral do hioide, porém havendo de forma reduzida na região posterolateral, e a presença de cartilagens levemente sobrepostas no epicoracoide. A especiação pode ser determinada por uma série de fatores morfológicos, como o seu tamanho, comportamentais, como a frequência de sua vocalização, e genéticos, como o número de cromossomos diploides. Também foram feitas análises no gene mitocondrial 16S, que confirmaram que realmente se tratava de uma espécie nova.
O holótipo, que se tratava de um macho adulto, foi encontrado no dia 17 de fevereiro de 2009 no município de Serra, no Espírito Santo, Brasil, numa altitude de 2 metros do nível do mar. Foram encontrados mais de 50 parátipos, incluindo machos, fêmeas e jovens, sendo coletados e observados em dezembro de 2017 em municípios do entorno.
Já haviam relatos da espécie desde 2011, quando um artigo científico que buscava listar os anfíbios do Espírito Santo (Frogs of the state of Espírito Santo, southeastern Brazil — The need for looking at the ‘coldspots’), a tratou como espécie affinis da Pseudopaludicola falcipes, sendo nomeada pelo autores do artigo, Antonio de Padua Almeida, João Luiz Gasparini e Pedro Luiz Vieira Peloso, como Pseudopaludicola aff. falcipes. Em 2012, Gasparini usou a mesma nomenclatura em seu outro artigo, Anfíbios e Répteis de Vitória e Grande Vitória, Espírito Santo.
Seu epíteto específico deriva da palavra portuguesa de origem incerta restinga, que designa um tipo de vegetação que é encontrada próximo ao litoral, que é usada como habitat pela espécie.

## Distribuição e conservação
Atualmente, só existem relatos da espécie em seis cidades do Espírito Santo: Serra, Guarapari, Vitória, Presidente Kennedy, Vila Velha e Itapemirim. O bioma local é a restinga, com os indivíduos podendo ser encontrados entre dunas ou na beira de lagoas de lugares úmidos ou inundados. As restingas, que são compostas por vegetação herbácea e pantanosa, estão sofrendo destruição por ações antrópicas, causadas principalmente por expansões econômicas, como o uso do local para a criação de portos e exploração de petróleo e gás natural, podendo por em risco a fauna local. Porém com a descoberta desta nova espécie, é possível que sejam criadas leis ambientais que visem a proteção das restingas do Espírito Santo. Ainda não foi avaliada pela União Internacional para a Conservação da Natureza (IUCN).

## Descrição
Seu comprimento médio varia entre 11,7 e 14,6 milímetros nos machos e entre 14 e 16,7 nas fêmeas. O comprimento de sua cabeça é maior que sua largura, seu focinho é afunilado quando visto dorsalmente e mais saliente do que a mandíbula quando visto lateralmente. A distância entre as narinas é um pouco menor que a dos olhos e seu tímpano não é visível. Possui saco vocal desenvolvido e com uma dobra central, sua região loreal é plana e seu canthus rostralis não é perceptível. Sua língua é completa, oval, com a parte frontal solta e com a base sem pigmentos. Possui dentes maxilares e pré-maxilares. Seu corpo é esbelto, com a pele lisa e com pequenas verrugas achatadas na lateral do corpo. Seu ventre é esbranquiçado, com manchas pretas no abdômen, na garganta e nas coxas. Seus membros superiores possuem 4 dedos, sendo o último o maior, e seus membros inferiores possuem 5 dedos, sendo o quarto o maior.
Pode ser diferenciado da Pseudopaludicola falcipes devido a esta ter a dobra abdominal incompleta, e da P. hyleaustralis devido a presença de protuberâncias na sobrancelha. E ainda pode ser diferenciada da P. atragula devido a esta possuir um saco vocal reticulado com um tom escuro e sem dobras centrais. Alguns indivíduos podem possuir variações na coloração do dorso, que pode variar entre um tom acastanhado para o marrom-escuro. Outra variação possível é na quantidade de manchas no ventre e sua densidade, que pode mudar de espécime para espécime. Apesar dessas diferenças, não costumam haver tantas diferenças entre indivíduos distintos.

## Vocalização
Os machos vocalizam tanto durante o dia quanto a noite, coaxando na beira de poças após chuvas fortes. Sua vocalização consiste em uma sequência de uma única nota musical com um pulso duplo sem modulação, sendo que cada chamada dura aproximadamente 47 milissegundos e possui um intervalo de 83,26 milissegundos, fazendo com que haja 21,3 chamadas por segundo numa frequência de 4 592,32 hertz. Sua vocalização pode ser diferenciada da qualquer outra espécie devido a esta ser composta por notas duplamente pulsadas e separadas.